# 야베정
야베정(일본어: 矢部町)은 일본 구마모토현 가미마시키군의 옛 정이다.
당시 행정구역은 아소의 외륜산에서 규슈 산지까지 변화무쌍한 자연을 가지고 있으며, 미야자키현과 접해 있었다. 
2005년 2월 11일, 인접했던 세이와촌, 소요정과 합병해, 야마토정이 되었다.

## 역사
- 1955년 2월 1일 - 가미마시키군 하마정, 시라이토촌, 시모야베촌, 미타케촌이 합병해 야베정이 탄생하였다.
- 1957년 4월 1일 - 가미마시키군 나카지마촌, 나레카와촌을 편입하였다.
- 2005년 2월 11일 - 세이와촌, 소요정과 합병해 야마토정이 되어, 폐지되었다.

## 교통

### 도로
- 국도 218호선
- 국도 445호선

## 참고 문헌
- 角川日本地名大辞典編纂委員会, 『角川日本地名大辞典 43 熊本県』1987, 角川書店